# Żyła pośrodkowa przedramienia

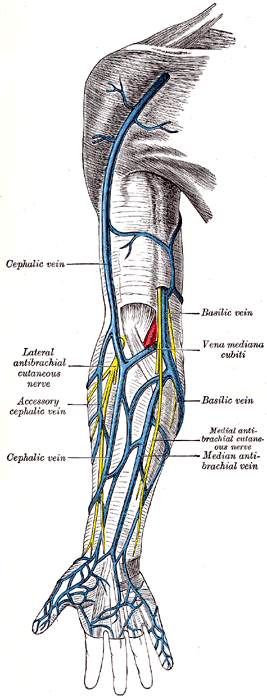
Żyły powierzchowne kończyny górnej. Żyła pośrodkowa przedramienia podpisana Median antibrachial vein.

Żyła pośrodkowa przedramienia (łac. vena mediana antebrachii) – w anatomii człowieka pomniejsze naczynie żylne, biegnące po dłoniowej stronie przedramienia i w różny sposób uchodzące do większych żył w okolicy zgięcia łokciowego.
Żyła rozpoczyna się w zgięciu ręki, zbierając krew z powierzchownej sieci żylnej dłoni. Biegnie zazwyczaj równolegle do ścięgna mięśnia dłoniowego długiego, oddzielona od niego powięzią przedramienia, razem z gałęzią przednią nerwu skórnego przedramienia. Może uchodzić w zróżnicowany sposób do głównych żył powierzchownych okolicy zgięcia łokciowego, często rozwidlając się przy zakończeniu. Gałąź wpadającą do żyły odpromieniowej nazywa się żyłą pośrodkową odpromieniową (vena mediana cephalica) i analogicznie – do żyły odłokciowej uchodzi jako żyła pośrodkowa odłokciowa (vena mediana basilica); główny pień nierzadko dochodzi do żyły pośrodkowej łokcia.